# Atletismo en los Juegos Asiáticos de 2018
El atletismo en los Juegos Asiáticos de 2018 se disputa en el Estadio Gelora Bung Karno, Yakarta, Indonesia del 25 al 30 de agosto.

## Medallero
| Núm. | País               | Oro | Plata | Bronce | Total |
| ---- | ------------------ | --- | ----- | ------ | ----- |
| 1    | China              | 12  | 12    | 9      | 33    |
| 2    | Baréin             | 12  | 6     | 7      | 25    |
| 3    | India              | 7   | 10    | 2      | 19    |
| 4    | Japón              | 6   | 2     | 10     | 18    |
| 5    | Catar              | 4   | 2     | 1      | 7     |
| 6    | Irán               | 2   | 1     | 0      | 3     |
| 7    | Uzbekistán         | 1   | 2     | 1      | 4     |
| 8    | Corea del Sur      | 1   | 1     | 3      | 5     |
| 8    | Vietnam            | 1   | 1     | 3      | 5     |
| 10   | Kirguistán         | 1   | 1     | 0      | 2     |
| 11   | Tailandia          | 0   | 2     | 1      | 3     |
| 12   | República de China | 0   | 2     | 0      | 2     |
| 13   | Kazajistán         | 1   | 1     | 5      | 7     |
| 14   | Indonesia          | 0   | 1     | 1      | 2     |
| 15   | Tayikistán         | 0   | 1     | 0      | 1     |
| 15   | Irak               | 0   | 1     | 0      | 1     |
| 17   | Hong Kong          | 0   | 0     | 1      | 1     |
| 17   | Corea del Norte    | 0   | 0     | 1      | 1     |
| 17   | Pakistán           | 0   | 0     | 1      | 1     |
| 17   | Siria              | 0   | 0     | 1      | 1     |
| 17   | Kuwait             | 0   | 0     | 1      | 1     |
|      | TOTAL              | 47  | 47    | 47     | 141   |

## Resultados

### Hombres
| Evento                  | Oro                                                                          | Oro            | Plata                                                                   | Plata      | Bronce                                                   | Bronce    |
| ----------------------- | ---------------------------------------------------------------------------- | -------------- | ----------------------------------------------------------------------- | ---------- | -------------------------------------------------------- | --------- |
| 100 m                   | Su Bingtian China                                                            | 9,92 GR        | Tosin Ogunode Catar                                                     | 10,00 PB   | Ryota Yamagata Japón                                     | 10,00 =PB |
| 200 m                   | Yuki Koike Japón                                                             | 20,23 PB       | Yang Chun-han República de China                                        | 20,23 NR   | Salem Eid Yaqoob Baréin                                  | 20,55     |
| 400 m                   | Abdalelah Hassan Catar                                                       | 44,89          | Muhammed Anas India                                                     | 45,69      | Ali Khamis Baréin                                        | 45,70     |
| 800 m                   | Manjit Singh India                                                           | 1:46,15 PB     | Jinson Johnson India                                                    | 1:46,35    | Abubaker Haydar Abdalla Catar                            | 1:46,38   |
| 1500 m                  | Jinson Johnson India                                                         | 3:44,72        | Amir Moradi Irán                                                        | 3:45,62 SB | Mohammed Ayoub Tiouali Baréin                            | 3:45,88   |
| 5000 m                  | Birhanu Balew Baréin                                                         | 13:43,17       | Albert Kibichii Rop Baréin                                              | 13:43,76   | Tariq Ahmed Al-Amri Arabia Saudita                       | 13:56,49  |
| 10000 m                 | Hassan Chani Baréin                                                          | 28:35,54       | Abraham Cheroben Baréin                                                 | 29:00,29   | Zhao Changhong China                                     | 30:07,49  |
| 110 m vallas            | Xie Wenjun China                                                             | 13,34 SB       | Chen Kuei-ru República de China                                         | 13,39 NR   | Shunya Takayama Japón                                    | 13,48     |
| 400 m vallas            | Abderrahman Samba Catar                                                      | 47,66 GR       | Ayyasamy Dharun India                                                   | 48,96 NR   | Takatoshi Abe Japón                                      | 49,12     |
| 3000 m obstáculos       | Hossein Keihani Irán                                                         | 8:22,79 GR, NR | Yaser Bagharab Catar                                                    | 8:28,21    | Kazuya Shiojiri Japón                                    | 8:29,42   |
| 4 × 100 m relevos       | Japón Ryota Yamagata Shuhei Tada Yoshihide Kiryū Asuka Cambridge             | 38,16          | Indonesia Mohd Fadlin Lalu Muhammad Zohri Eko Rimbawan Bayu Kertanegara | 38,77 NR   | China Xu Haiyang Mi Hong Su Bingtian Xu Zhouzheng        | 38,89     |
| 4 × 400 m relevos       | Catar Abderrahman Samba Mohamed Nasir Abbas Mohamed El Nour Abdalelah Haroun | 3:00,56 AR     | India Kunhu Muhammed Ayyasamy Dharun Muhammed Anas Arokia Rajiv         | 3:01,85    | Japón Julian Walsh Yuki Koike Takatoshi Abe Shōta Iizuka | 3:01,94   |
| Maratón                 | Hiroto Inoue Japón                                                           | 2:18:22        | El Hassan El-Abbassi Baréin                                             | 2:18:22    | Duo Bujie China                                          | 2:18:48   |
| 20 km marcha            | Wang Kaihua China                                                            | 1:22:04        | Toshikazu Yamanishi Japón                                               | 1:22:10    | Jin Xiangqian China                                      | 1:25:41   |
| 50 km marcha            | Hayato Katsuki Japón                                                         | 4:03:30        | Wang Qin China                                                          | 4:06:48    | Joo Hyun-myeong Corea del Sur                            | 4:10:21   |
| Salto de altura         | Wang Yu China                                                                | 2,30           | Woo Sang-hyeok Corea del Sur                                            | 2,28 SB    | Majededdin Ghazal Siria                                  | 2,24      |
| Salto de altura         | Wang Yu China                                                                | 2,30           | Woo Sang-hyeok Corea del Sur                                            | 2,28 SB    | Naoto Tobe Japón                                         | 2,24      |
| Salto con pértiga       | Seito Yamamoto Japón                                                         | 5,70 GR        | Yao Jie China                                                           | 5,50       | Patsapong Amsam-Ang Tailandia                            | 5,50 NR   |
| Salto de longitud       | Wang Jianan China                                                            | 8,24 GR        | Zhang Yaoguang China                                                    | 8,15 SB    | Sapwaturrahman Indonesia                                 | 8,09 NR   |
| Triple salto            | Arpinder Singh India                                                         | 16,77          | Ruslan Kurbanov Uzbekistán                                              | 16,62 PB   | Cao Shuo China                                           | 16,56     |
| Lanzamiento de peso     | Tejinder Pal Singh Toor India                                                | 20,75 GR       | Liu Yang China                                                          | 19,52      | Ivan Ivanov · Kazajistán                                 | 19,40     |
| Lanzamiento de disco    | Ehsan Hadadi Irán                                                            | 65,71          | Mustafa Al-Saamah Irak                                                  | 60,09      | Essa Mohammed Al-Zankawi Kuwait                          | 59,44     |
| Lanzamiento de martillo | Ashraf El-Seify Catar                                                        | 76,88          | Dilshod Nazarov Tayikistán                                              | 74,16      | Sukhrob Khodjaev Uzbekistán                              | 74,06 SB  |
| Lanzamiento de jabalina | Neeraj Chopra India                                                          | 88,06 NR       | Liu Qizhen China                                                        | 82,22 PB   | Arshad Nadeem Pakistán                                   | 80,75 NR  |
| Decatlón                | Keisuke Ushiro Japón                                                         | 7878           | Sutthisak Singkhon Tailandia                                            | 7809 NR    | Akihiko Nakamura Japón                                   | 7738      |

### Mujeres
| Evento                  | Oro                                                                            | Oro        | Plata                                                               | Plata       | Bronce                                                                              | Bronce     |
| ----------------------- | ------------------------------------------------------------------------------ | ---------- | ------------------------------------------------------------------- | ----------- | ----------------------------------------------------------------------------------- | ---------- |
| 100 m                   | Edidiong Odiong Baréin                                                         | 11,30      | Dutee Chand India                                                   | 11,32       | Wei Yongli China                                                                    | 11,33      |
| 200 m                   | Edidiong Odiong Baréin                                                         | 22,96      | Dutee Chand India                                                   | 23,20       | Wei Yongli China                                                                    | 23,27      |
| 400 m                   | Salwa Eid Naser Baréin                                                         | 50,09 GR   | Hima Das India                                                      | 50,79 NR    | Elina Mikhina · Kazajistán                                                          | 52,63      |
| 800 m                   | Wang Chunyu China                                                              | 2:01,80 SB | Margarita Mukasheva · Kazajistán                                    | 2:02,40     | Manal El-Bahraoui Baréin                                                            | 2:02,69    |
| 1500 m                  | Kalkidan Gezahegne Baréin                                                      | 4:07,88    | Tigist Gashaw Baréin                                                | 4:09,12     | Palakkeezhil Unnikrishnan Chithra India                                             | 4:12,56    |
| 5000 m                  | Kalkidan Gezahegne Baréin                                                      | 15:08,08   | Darya Maslova · Kirguistán                                          | 15:30,57    | Bontu Rebitu Baréin                                                                 | 15:36,78   |
| 10000 m                 | Darya Maslova · Kirguistán                                                     | 32:07,23   | Eunice Chumba Baréin                                                | 32:11,12    | Zhang Deshun China                                                                  | 32:12,78   |
| 110 m vallas            | Jung Hye-lim Corea del Sur                                                     | 13,20      | Emilia Nova Indonesia                                               | 13,33 PB    | Lui Lai Yiu Hong Kong                                                               | 13,42 PB   |
| 400 m vallas            | Kemi Adekoya Baréin                                                            | 54,48 GR   | Quách Thị Lan Vietnam                                               | 55,30 NR    | Aminat Jamal Baréin                                                                 | 55,65      |
| 3000 m obstáculos       | Winfred Mutile Yavi Baréin                                                     | 9:36,52    | Sudha Singh India                                                   | 9:40,03     | Nguyễn Thị Oanh Vietnam                                                             | 9:43,83 NR |
| 4 × 100 m relevos       | Baréin Iman Essa Jasim Edidiong Odiong Hajar Alkhaldi Salwa Eid Naser          | 42,73 GR   | China Liang Xiaojing Wei Yongli Ge Manqi Yuan Qiqi                  | 42,84       | Kazajistán Viktoriya Zyabkina · Elina Mikhina · Svetlana Golendova · Olga Safronova | 43,82      |
| 4 × 400 m relevos       | India Hima Das Machettira Raju Poovamma Sarita Gayakwad Velluva Koroth Vismaya | 3:28,72    | Baréin Aminat Jamal Iman Essa Jasim Edidiong Odiong Salwa Eid Naser | 3:30,61     | Vietnam Nguyễn Thị Oanh Nguyễn Thị Hằng Hoàng Thị Ngọc Quách Thị Lan                | 3:33,23 SB |
| Maratón                 | Rose Chelimo Baréin                                                            | 2:34:51    | Keiko Nogami Japón                                                  | 2:36:27     | Kim Hye-song Corea del Norte                                                        | 2:37:20    |
| 20 km marcha            | Yang Jiayu China                                                               | 1:29:15 GR | Qieyang Shenjie China                                               | 1:29:15 =GR | Kumiko Okada Japón                                                                  | 1:34:02    |
| Salto de altura         | Svetlana Radzivil Uzbekistán                                                   | 1,96 GR    | Nadiya Dusanova Uzbekistán                                          | 1,94 SB     | Nadezhda Dubovitskaya · Kazajistán                                                  | 1,84       |
| Salto con pértiga       | Li Ling China                                                                  | 4,60 GR    | Chayanisa Chomchuendee Tailandia                                    | 4,30 PB     | Lim Eun-ji Corea del Sur                                                            | 4,20 SB    |
| Salto de longitud       | Bùi Thị Thu Thảo Vietnam                                                       | 6,55 SB    | Neena Varakil India                                                 | 6,51        | Xu Xiaoling China                                                                   | 6,50       |
| Triple salto            | Olga Rypakova · Kazajistán                                                     | 14,26      | Parinya Chuimaroeng Tailandia                                       | 13,93       | Vũ Thị Mến Vietnam                                                                  | 13,93 SB   |
| Lanzamiento de peso     | Gong Lijiao China                                                              | 19,66      | Gao Yang China                                                      | 17,64       | Noora Jasim Baréin                                                                  | 17,11      |
| Lanzamiento de disco    | Chen Yang China                                                                | 65,12      | Feng Bin China                                                      | 64,25       | Seema Antil India                                                                   | 62,26      |
| Lanzamiento de martillo | Luo Na China                                                                   | 71,42      | Wang Zheng China                                                    | 70,86       | Hitomi Katsuyama Japón                                                              | 62,95      |
| Lanzamiento de jabalina | Liu Shiying China                                                              | 66,09 GR   | Lü Huihui China                                                     | 63,16       | Kim Kyung-ae Corea del Sur                                                          | 56,74      |
| Heptatlón               | Swapna Barman India                                                            | 6026 PB    | Wang Qingling China                                                 | 5954        | Yuki Yamasaki Japón                                                                 | 5873 PB    |